# Year of the Horse (film)
Year of the Horse è un film documentario del 1997 diretto da Jim Jarmusch su un concerto rock di Neil Young insieme ai Crazy Horse.